# سوزان هاربر
سوزان هاربر هي دبلوماسية كندية، ولدت في 1952 في تورونتو في كندا.